# Rokytka
La Rokytka est une rivière de Tchéquie d'une longueur de 36,2 km. Elle est un affluent de la Vltava et donc un sous-affluent de l'Elbe.

## Traduction
- (de) Cet article est partiellement ou en totalité issu de l’article de Wikipédia en allemand intitulé « Rokytka (Moldau) » (voir la liste des auteurs).